# Mass Effect: Zjevení
Mass effect: Zjevení je sci-fi román Drew Karpyshyna. Kniha byla publikována 1. května 2007. Jedná se o první knihu ze série Mass Effect, která příběhem předchází stejnojmennou hru vydanou pro Xbox 360 a Microsoft Windows vyvinutou společností BioWare Corp. Karpyshyn je autorem celé knižní série Mass Effect.
Kniha doplňuje detaily zmíněné v samotné hře a obohacuje děj novými místy, jako je například vnitřní politika Rady zastupující všechny rasy a nové charaktery nepřímo ovlivňujícími hlavní herní příběhovou linii. Kniha se zabývá životem mladého poručíka Aliance, Davidovi Andersenovi, který má za úkol nalézt poručíka Kahlee Sandersovou, která jako jediná přežila útok na přísně tajnou Alianční základnu. S postupem času se odhaluje, že základna byla napadena úmyslně skupinou žoldáků nazývajících se Blue suns, kteří byli najati jedním z hlavních vědců základny. Andersenovi má za pomoci turianské spektry Saren vypátrat, kde se nachází uprchlý vědec. Nakonec zrádce úspěšně nalézají, ale Saren utíká s informacemi o výzkumu starodávné mimozemské lodi, kterou plánuje použít ke svým vlastním zrádným úmyslům. Na tuto knihu navazuje příběh první hry Mass Effect.

## Postavy
- David Anderson - Od začátku příběhu nadějným absolventem výcvikového programu N7. Ctižádostivý lidský voják, který dokáže schopně velet týmu i v krizových situacích a jemuž jsou přednější životy jeho posádky před jeho vlastním. Nevýhodou jeho kariéry se stalo jeho manželství, které se rozpadlo po 8 letech, jelikož Anderson se rozhodl pro vojenskou kariéru, neslučitelnou s manželstvím v odloučení. První adept na lidskou spektru (pořádková síla, která je nad zákonem), který byl zamítnut jeho určeným dozorem nad jeho akcemi spektrou Sarenem.

- Saren - Saren je turianská spektra. Nemá žádné známky soucitu nebo svědomí. Jeho způsob řešení misí je ukrýt se a vyčkat, až ostatní odvedou špinavou práci za něho, nebo zničit celé město, kde se skrývá jeho cíl. Saren je přidělen na misi s Davidem Andersonem vypátrat důvod zničení laboratoře na Sidonu, avšak jeho cíle mise jsou mnohem temnější a snaží se získat pro sebe technologii, která mu pomůže získat turianské rase znovu její slávu.

- Kahlee Sandersová - Mladá lidská vědkyně na tajné výzkumné laboratoři na Sidonu a jediná přeživší velkého útoku. Podařilo se jí získat data hlavního vědce a odhalila, že s ním není vše v pořádku. Po jejím útěku se setkává se svým otcem, válečným veteránem a hrdinou Aliance Jonem Grissomem a jejím ochráncem David Anderson|Davidem Andersonem. Společně zjišťují okolnosti útoku na základnu a kdo za to vše zodpovědný.

## Příběh
Příběh začíná v roce 2157, když se kontradmirál Jon Grissom plaví vesmírnou lodí do Arkturu, kde má pogratulovat novým absolventům speciálního tréninkového programu Aliančních jednotek N7.
V roce 2148 se podařilo vědcům odhalit pod povrchem Marsu sklad mimozemské technologie. Tito mimozemšťané byli známi jako Proteané a došlo se k závěru, že zmizeli před 50 000 lety z neznámých důvodů. Užitím jejich technologie lidstvo vyvinulo pohon, který jim dovolil cestovat rychleji než světlo a umožnil jim vycestovat mimo sluneční soustavu. V roce 2149 se průzkumnému týmu podařilo nalézt na Charonu (měsíc Pluta) hmotový vysílač, který umožňoval se ihned přesunout tisíce světelných let k jinému hmotovému vysílači v jiné části galaxie. Téhož roku Jon Grissom vedl tým statečných mužů a žen skrz hmotový vysílač a stal se tak symbolem Aliance, globální koalice vytvořené po objevení Proteánského skladu na Marsu. Těsně po roce 2157 se Grossom setkává s čerstvě ženatým podporučíkem Davidem Edwardem Andersonem, slibném mladém absolventovi programu N7 a informuje ho o jeho skutečném důvodu, proč dorazil na Arktur. Hledá nové rekruty pro boj se zatím neznámou mimozemskou silou, která zaútočila na post Aliance na Shanxi. Tímto začíná válka prvního kontaktu mezi Aliancí a Turianskou říší. Probíhá několik bojů, dokud nezasáhne rada Citadely, vláda obsahující několik ras, která je určena k zajištění stability a míru v galaxii. O 8 let později rada vyjednává s lidstvem a následně jim dává vlastní ambasádu.
V roce 2165, během hlídky v izolované oblasti na nejvzdálenější části Aliančního vesmíru na Skyllianském Okraji David Anderson odpovídá na nouzové volání a přistává se svou jednotkou složenou z mariňačky Jill Dahové, technického specialisty Ahmeda O'Reillyho, Dana Shaye a Indiga Leeho na planetě Sidon, odkud bylo volání zachyceno, avšak nenachází zde žádné známky násilného vniknutí do základny. Skupinka nachází v laboratoři několik místností, kde byla posádka zabita a krvavou stopu vedoucí k výtahu, který je spojený s nižšími patry laboratoře. V nižších podlažích Anderson a jeho tým zaútočí na několik žoldáků a po několika taktických manévrech je přemůže.Všichni žoldáci jsou zabiti až na 2, kteří utekli. Shay a Lee zůstanou hlídat jediný východ a ostatní vyrazí po krvavé stopě, kterou zanechal jeden ze zraněných žoldáků. Dojdou k zajištěným dveřím, za kterými později naleznou kupu těl zmizelého personálu s rozmístěnými časovanými náložemi. Poslední z žoldáků je zavedl do pasti. Po uvědomění si, že není dost času k zajištění bomb, David Anderson rozkáže jednotce stáhnout se zpět k výtahu. Přes komunikátor rozkáže Leeovi a Shayovi ať odjedou výtahem, pokud by to zbytek týmu nestihl včas. Při opouštění oblasti, kde začínala krvavá stopa, poslední přeživší žoldák zaútočí na Dahovou a těžce ji poraní nohu. David Anderson zabije žoldáka a hodí si Dahovou přes rameno, aby ji mohl odnést dříve než bomba vybouchne. David Anderson v sobě nachází sílu donést mariňačku až k bezpečí výtahu, kde celý zbytek posádky uniká. Na cestě zpět do Citadely je David Anderson informován o provedení rozvodu s jeho manželkou Cynthií. Příliš velké odloučení a vojenské povinnosti byly příliš velká zátěž pro jejich manželství.
V příběhu se odhaluje, že nadporučík Kahlee Sandersová, jedna z vědkyň pracujících na Sidonské stanici, utekla během útoku na laboratoř díky kombinaci štěstí, načasování a odvaze porušit Alianční protokol. Když ještě Kahlee Sandersová pracovala na stanici na Sidonu, zjistila, že chování Dr. Shu Quiana se stávalo čím dál tím více nevyrovnané a přestával být sám sebou. Obávala se, že Quian je zapletený do nějakých špatností, a proto se nabourala do několika datových souborů a zkopírovala výzkum Dr. Quiana na svůj disk a odletěla na Elysium. Když sedí Kahlee Sandersová na Elysiu v baru Černá díra, zjišťuje z vysílání zpráv, že celá laboratoř byla vyhozena do vzduchu a nikdo nepřežil. Poté, co se dozvídá, že všichni její přátelé a spolupracovníci jsou mrtví, pochopí, že bude obviněna ona. Ukradla data z laboratoře a opustila laboratoř bez povolení a před výbuchem. Je si vědoma toho, že jí bude připisována i vina za zničení celého komplexu a všichni si o ní budou myslet, že je zrádce. Při procházce, při které chce vystřízlivět, se proto vyhýbá rušným ulicím, ale je překvapena vojákem Alianční vojenské policie, který ji následně zadržuje. Spoutaná se musí vydat s vojákem na cestu, během které si všimne, že muž má jinou pistoli než Alianční jednotky, a tak pochopí, že to není pravý voják. Udeří ho hlavou a po sérii kopanců se jí podaří získat čas k útěku. Zamíří k jedinému člověku, kterému věří, že by ji mohl pomoci. Její otec kontradmirál v důchodu Jon Grissom.
Na Camale mezitím bohatý batarian Edan Had'dah organizuje setkání ve vzdáleném skladišti s nájemným lovcem odměn Skarrem. Had'dah je obklopen bodyguardy žoldácké skupiny Modrých Sluncí, těmi samými, od kterých najal vraha na zabití Kahlee Sandersová na Elysii. Po předvedení své síly na 3 žoldácích je Skarr najat Edanem k zavraždění Kahlee Sandersová, aby skryl svůj podíl útoku na Sidonskou laboratoř. Ve stejném čase David Anderson doráží na Citadelu, kde se setkává s velvyslankyní Anitou Goyleovou, reprezentantkou Aliance. Goyleová informuje David Anderson, že na tajné základně se prováděl výzkum umělé inteligence, který byl zakázaný z důvodu nehody před 300 lety, kdy rasa quarianů stvořila umělou rasu známou jako gethové, kteří se obrátili proti svým tvůrcům. Goyleová posílá David Anderson najít Kahlee Sandersovou, která by mohla mít informace, kdo stojí za útokem a kde se nachází Dr. Shu Quian, vědec, který vedl Sidonskou laboratoř a mohl by být stále naživu.
David Anderson si prochází osobní složku Kahlee Sandersová a hledá, kam se mohla vydat. Jakýkoli záznam o jejím otci je označen jako cenzurovaný ve všech Aliančních složkách. Na základě tušení si David Anderson zjistí z neoficiálních zdrojů, že Kahleenin otec může být Jon Grissom. Vydá se k jeho domu, kde se od něho dozvídá, že jeho dcera už odletěla pryč z planety. Krátce po odchodu David Anderson se Kahlee Sandersová odvážuje vyjít ze svého úkrytu, který jí poskytl otec. Jon Grissom lhal David Anderson a poslal ho slepě nahánět Kahlee Sandersová po systémech Terminus, aby měl mezitím čas dostat svou dceru z této planety.
Později té noci se Skarr vloupá ke Jon Grissomovi do domu, ale po deaktivaci jeho zámku je střelen brokovnicí. Skarr hodí svůj nůž, kterým zraní Kahlee Sandersová a používá biotické schopnosti na Jon Grissoma. David Anderson se objeví u dveří domu a několikrát Skarra střelí pistolí. Kahlee Sandersová se snaží postarat o zraněného otce, čímž vyruší David Andersona, kterému je následně odhozena zbraň biotickým útokem. David Anderson se pokouší uhýbat kroganským pěstem, zatímco se Kahlee pokouší použít proti Skarrovi brokovnici svého otce. Ve dveřích domu se objeví Saren, turianská spektra, kterého když Skarr uvidí, vyskakuje oknem a utíká.
Krátce po boji se Saren dotazuje na její práci na Sidonu. Kahlee Sandersová Sarenovi lže, že pracovali na adaptaci lidí, aby byli schopni se stát biotiky. Saren jí sdělní, že pokud lže, tak on to dříve či později zjistí. Později s David Andersonem zkoumají ukradené záznamy z výzkumů, které odkazují k továrně Dah'Thana na Camale.
Skarr se znovu schází s Dah'Thanem a vysvětluje, že selhal kvůli zásahu spektry. Dah'Than využije zaplacení Skarrovi a pošle ho místo vraždy Kahlee Sandersová na zničení továrny, aby zakryl stopy, které ho mohli spojit s útokem na Sidon. Skarr dorazí do továrny, kde má za úkol zabít i svůj kontakt, který ho pustil dovnitř a vypnul kamery. Její jméno je Jella, mladá batariánka, která svá těžká zranění přežije, ale upadne do kómatu. V nemocnici Saren Jellu vzbudí amfetaminy i přes protesty lékaře a vyslýchá ji. Ona mu řekne, že za všechno může Had'Dah. David Anderson dorazí do nemocnice za Sarenem a probíhá mezi nimi hádka ohledně jeho metod. Mezitím na Camale Kahlee Sandersová říká David Andersonovi více informací o Sidonu a odesílají Quianova data velvyslankyni Goylové. Alianční loď Iwo Jima doráží do doků na Camale, aby vyzvedla Kahlee Sandersová, a David Anderson se dozvídá o tom, že je posuzován a může se stát spektrou.b Saren je poslán radou, aby zajistil záhadnou část technologie, se kterou by se mělo pracovat v Sidonské továrně. Na Camale je mnoho rafinérií vlastněných Had'Dahem, proto se Saren vydává po stopách lodi Iwo Jim, odkud byla unesena Kahlee Sandersová jednotkami Modré Slunce, vedené Skarrem. David Anderson se setká se Sarenem a planují útok na továrnu následující noci.
Saren oznámí Andersenovi, že mu dá 30 minut na záchranu Kahlee Sandersová, poté celou továrnu vyhodí do povětří. Po 15 minutách vstoupí do továrny a zabíjí jednotlivé nevinné dělníky, aby nemohli spustit poplach. Věří, že když místo zničí, donutí tím Had'Daha vylézt ze svého úkrytu. David Anderson mezitím hledá Kahlee Sandersová a zabíjí 2 žoldáky hlídající vchod a bere si jejich zbraň. Vtrhne do místnosti, kde Kahlee Sandersová drží a zabije všechny žoldáky, včetně Skarra. Když se k ní ale dostane, nemůže otevřít dveře, aniž by je zničil a tím ji zranil, obrací proto Skarra na záda, aby zjistil jestli nemá klíč. Skarr však mrtev není a biotickou vlnou David Andersona odhazujel na zeď. Drží David Andersona pod krkem a sleduje jak z něho vyprchává život. Ozývají se výbuchy ze Sarenových náloží. Oba jsou vrženi na zem a Kahlee Sandersová se dostává ven poškozenými dveřmi, během čehož si vykloubí rameno. Skarr se znovu vrhá na David Andersona, ale Kahlee Sandersová se dostává ke zbrani a Skarrovi prostřelí žaludek. Po několika střelách do jeho hlavy, vědí, že je mrtev. David Anderson i Kahlee Sandersová se dostávají pryč z továrny. Saren se zaměří na Dr. Quiana a Had'Daha, a sleduje skupinu žoldáků Modré Slunce, o kterých se domnívá, že tvoří jejich eskortu. Saren oba popravuje, bere si data z Quianova výzkumu, odpaluje zbývající umístěné nálože a zabíjí tím stovky nevinných pracovníků a přilehlé rodiny žijící poblíž továrny. David Anderson s Kahlee Sandersovou utíkají od výbuchů a vidí kolem sebe jen hořící zem a mrtvá těla. Saren je překvapený, že je vidí naživu.
Zpět na Citadele a po třech dnech neustálých otázek rady David Anderson informuje Kahlee Sandersová, že Saren hodil veškerou vinu na něho a tvrdí, že není vhodným adeptem na spektru. David Anderson sděluje Kahlee Sandersová, že by mezi nimi vztah mohl fungovat, ale ona ho odmítá s tím, že je voják, a kvůli tomu to nemůže fungovat. Zanechává David Andersona hledět na jezero a opouští ho s polibkem na tvář. Saren prozkoumává soubory, které získal a zjišťuje, že Dr. Quian se zabýval výzkumem mimozemské lodi zvané Vládce, která překonávala technologií čehokoli, co kdy bylo v galaxii spatřeno. S vědomím nebezpečí obklopujícím loď, které působilo šílenství Quianovi, jak postupně zjišťoval z jeho poznámek. Saren míří k lodi s plány použít jí proti lidem, hledajíc odplatu za ústupky turianů lidem kvůli radě z Citadely.